# Morgan Amalfitano
Morgan Amalfitano (Nizza, 20 marzo 1985) è un ex calciatore francese, di ruolo centrocampista.

## Biografia
Morgan Amalfitano è fratello di Romain, anch'egli calciatore. Il padre Roger è stato a sua volta calciatore a cavallo tra gli anni settanta e ottanta.

## Carriera

### Club
Cresciuto nelle giovanili dell'AS Cannes, viene fatto esordire nel 2004 come professionista dal Sedan con mister Serge Romano. Con i verde-rosso gioca 4 stagioni tra Ligue 1 e Ligue 2. Esplode definitivamente nel Lorient, dove segna la prima rete il 15 novembre 2008 nella vittoria esterna per 2-3 con quella che sarà la sua futura squadra, l'Olympique Marsiglia. Nella squadra di Marsiglia approda a parametro 0 nel luglio del 2011 firmando un contratto quadriennale. Fa il suo debutto marsigliese nel Trophée des Champions contro il Lilla nella vittoria per 5-4. Con la maglia dell'OM debutta anche in Champions League nel settembre del 2011 contro l'Olympiakos. Nella stagione 2011-2012 ha vinto la Coppa di Lega francese. Il 2 settembre 2013 è passato al West Bromwich Albion con la formula del prestito con diritto di riscatto. Segna il suo primo gol il 21 settembre 2013 nella vittoria per 3-0 contro il Sunderland. Dopo un buon inizio il suo rendimento cala, motivo per il quale non viene riscattato.
Il 1º settembre 2014 viene acquistato dal West Ham con un contratto annuale. Il 15 settembre debutta nella partita contro l'Hull City, subentrando a Diafra Sakho. Si rende protagonista di un brutto gesto nella partita di FA Cup contro la sua ex squadra, il West Bromwich Albion: 10 minuti dopo aver sostituito Kevin Nolan commette un fallo su Chris Brunt, ricevendo un cartellino giallo; reagisce quindi aggredendo il suo avversario, motivo per il quale verrà espulso. Il 13 marzo 2015 prolunga il suo contratto per altre due stagioni.
Il 7 gennaio 2016 viene acquistato dal Lille con cui firma un contratto di durata triennale.

### Nazionale
Gioca la sua unica partita in nazionale il 29 febbraio 2012, sostituendo Mathieu Valbuena, nell'amichevole contro la Germania, vinta per 2-1. È suo l'assist per Florent Malouda nella seconda rete francese.

## Statistiche

### Presenze e reti nei club
| Stagione            | Squadra             | Campionato          | Campionato | Campionato | Coppe nazionali | Coppe nazionali | Coppe nazionali | Coppe continentali | Coppe continentali | Coppe continentali | Altre coppe | Altre coppe | Altre coppe | Totale | Totale |
| Stagione            | Squadra             | Comp                | Pres       | Reti       | Comp            | Pres            | Reti            | Comp               | Pres               | Reti               | Comp        | Pres        | Reti        | Pres   | Reti   |
| ------------------- | ------------------- | ------------------- | ---------- | ---------- | --------------- | --------------- | --------------- | ------------------ | ------------------ | ------------------ | ----------- | ----------- | ----------- | ------ | ------ |
| 2004-2005           | Sedan               | L2                  | 26         | 0          | CF+CdL          | 7+2             | 0+0             | -                  | -                  | -                  | -           | -           | -           | 35     | 0      |
| 2005-2006           | Sedan               | L2                  | 34         | 0          | CF+CdL          | 2+3             | 0+0             | -                  | -                  | -                  | -           | -           | -           | 39     | 0      |
| 2006-2007           | Sedan               | L1                  | 31         | 0          | CF+CdL          | 4+1             | 0+0             | -                  | -                  | -                  | -           | -           | -           | 36     | 0      |
| 2007-2008           | Sedan               | L2                  | 35         | 0          | CF+CdL          | 7+0             | 0+0             | -                  | -                  | -                  | -           | -           | -           | 42     | 0      |
| Totale Sedan        | Totale Sedan        | Totale Sedan        | 126        | 0          |                 | 26              | 0               |                    | -                  | -                  |             | -           | -           | 152    | 0      |
| 2008-2009           | Lorient             | L1                  | 35         | 3          | CF+CdL          | 1+1             | 0+0             | -                  | -                  | -                  | -           | -           | -           | 37     | 3      |
| 2009-2010           | Lorient             | L1                  | 37         | 6          | CF+CdL          | 1+4             | 0+1             | -                  | -                  | -                  | -           | -           | -           | 42     | 7      |
| 2010-2011           | Lorient             | L1                  | 38         | 5          | CF+CdL          | 3+1             | 0+0             | -                  | -                  | -                  | -           | -           | -           | 42     | 5      |
| Totale Lorient      | Totale Lorient      | Totale Lorient      | 110        | 14         |                 | 11              | 1               |                    | -                  | -                  |             | -           | -           | 121    | 15     |
| 2011-2012           | O. Marsiglia        | L1                  | 32         | 1          | CF+CdL          | 3+4             | 1+0             | UCL                | 9                  | 0                  | TDC         | 1           | 0           | 48     | 2      |
| 2012-2013           | O. Marsiglia        | L1                  | 26         | 1          | CF+CdL          | 1+1             | 0+0             | EL                 | 8                  | 0                  | -           | -           | -           | 36     | 1      |
| lug.-set. 2013      | O. Marsiglia        | L1                  | 2          | 0          | CF+CdL          | 0+0             | 0+0             | UCL                | 0                  | 0                  | -           | -           | -           | 2      | 0      |
| Totale O. Marsiglia | Totale O. Marsiglia | Totale O. Marsiglia | 60         | 2          |                 | 9               | 1               |                    | 17                 | 0                  |             | 1           | 0           | 87     | 3      |
| set. 2013-2014      | West Bromwich       | PL                  | 28         | 4          | FACup+CdL       | 1+1             | 0+0             | -                  | -                  | -                  | -           | -           | -           | 30     | 4      |
| 2014-2015           | West Ham            | PL                  | 24         | 3          | FACup+CdL       | 4+0             | 0+0             | -                  | -                  | -                  | -           | -           | -           | 25     | 3      |
| lug.-ott. 2015      | West Ham            | PL                  | 0          | 0          | FACup+CdL       | 0+0             | 0+0             | EL                 | 4                  | 0                  | -           | -           | -           | 4      | 0      |
| Totale West Ham     | Totale West Ham     | Totale West Ham     | 24         | 3          |                 | 6               | 0               |                    | 4                  | 0                  |             | -           | -           | 34     | 3      |
| gen.-giu. 2016      | Lilla               | L1                  | 15         | 2          | CF+CdL          | 1+1             | 0+0             | -                  | -                  | -                  | -           | -           | -           | 17     | 2      |
| 2016-gen. 2017      | Lilla               | L1                  | 17         | 0          | CF+CdL          | 0+0             | 0+0             | EL                 | 2                  | 0                  | -           | -           | -           | 19     | 0      |
| Totale Lilla        | Totale Lilla        | Totale Lilla        | 32         | 2          |                 | 2               | 0               |                    | 2                  | 0                  |             | -           | -           | 36     | 0      |
| gen.-giu. 2017      | Rennes              | L1                  | 6          | 1          | CF+CdL          | 0+0             | 0+0             | -                  | -                  | -                  | -           | -           | -           | 6      | 1      |
| 2017-2018           | Rennes              | L1                  | 14         | 0          | CF+CdL          | 1+0             | 0+0             | -                  | -                  | -                  | -           | -           | -           | 15     | 0      |
| Totale Rennes       | Totale Rennes       | Totale Rennes       | 20         | 1          |                 | 1               | 0               |                    | -                  | -                  |             | -           | -           | 21     | 1      |
| Totale carriera     | Totale carriera     | Totale carriera     | 400        | 26         |                 | 55              | 2               |                    | 23                 | 0                  |             | 1           | 0           | 479    | 28     |

### Cronologia presenze e reti in nazionale
| Cronologia completa delle presenze e delle reti in nazionale ― Francia | Cronologia completa delle presenze e delle reti in nazionale ― Francia | Cronologia completa delle presenze e delle reti in nazionale ― Francia | Cronologia completa delle presenze e delle reti in nazionale ― Francia | Cronologia completa delle presenze e delle reti in nazionale ― Francia | Cronologia completa delle presenze e delle reti in nazionale ― Francia | Cronologia completa delle presenze e delle reti in nazionale ― Francia | Cronologia completa delle presenze e delle reti in nazionale ― Francia |
| Data                                                                   | Città                                                                  | In casa                                                                | Risultato                                                              | Ospiti                                                                 | Competizione                                                           | Reti                                                                   | Note                                                                   |
| ---------------------------------------------------------------------- | ---------------------------------------------------------------------- | ---------------------------------------------------------------------- | ---------------------------------------------------------------------- | ---------------------------------------------------------------------- | ---------------------------------------------------------------------- | ---------------------------------------------------------------------- | ---------------------------------------------------------------------- |
| 29-2-2012                                                              | Brema                                                                  | Germania                                                               | 1 – 2                                                                  | Francia                                                                | Amichevole                                                             | -                                                                      | 68’                                                                    |
| Totale                                                                 |                                                                        | Presenze                                                               | 1                                                                      |                                                                        | Reti                                                                   | 0                                                                      |                                                                        |

## Palmarès

### Club

#### Competizioni nazionali
- Coppa di Lega francese: 1

Olympique Marsiglia: 2011-2012